# Варненски фар
Варненският фар е морски фар на пристанище Варна.
Фарът е известен още като „червения фенер“, защото свети с постоянна червена светлина на нос Варна. Оптиката му от 7-а степен е поставена върху железен стълб на височина 15 m над морското равнище и се вижда на 6 мили от хоризонта.
На 15 август 1863 г. във Варненския залив едновременно са открити два фара – на нос Галата и на Варненския нос, откъдето след 33 години започва да се изгражда днешният вълнолом. Изграждането на главния вълнолом, състоящ се от две части и отклонение, оформящо входа на пристанището, продължава от 1896 до 1903 г. През същата година фирмата Sautri & Harle доставя и монтира на края на трите съоръжения пристанищните фарове. Те са снабдени с еднофитилни петролни лампи и оптични апарати от VI степен и влизат в експлоатация на 23 ноември 1903 г. Фаровете са електрифицирани от брега през 1932 г. Зеленият входен фар е поставен накрая на отклонението от Източния мол, а червеният – на края на Южния мол. Фаровите кули са еднакви – бели, кръгли и метални, високи са по 6,4 m, фокусите на оптиките им са на 10,1 m надморска височина, а излъчваната постоянна зелена и червена светлина се вижда на разстояние 2 мили.